# 许西
许西（1918年—1996年），男，江苏江都人，中华人民共和国政治人物。

## 生平
早年参加新四军，曾任新四军第三师保卫部副部长、吉江行署公安处处长、三肇专署公安处处长，后升任嫩江省公安处副处长兼齐齐哈尔公安局局长。
中华人民共和国成立后，先後担任黑龙江省公安厅厅长及辽宁省公安厅厅长。1961年担任中共旅大市委书记、旅大市人民委员会市长。1981年，任中共鞍山市委书记、鞍山市人大常委会主任。